# Rainier (Washington)
Rainier es una ciudad ubicada en el condado de Thurston en el estado estadounidense de Washington. En el año 2000 tenía una población de 1.492 habitantes y una densidad poblacional de 356,3 personas por km².

## Geografía
Rainier se encuentra ubicada en las coordenadas 46°53′27″N 122°41′23″O / 46.89083, -122.68972.

## Demografía
Según la Oficina del Censo en 2000 los ingresos medios por hogar en la localidad eran de $42.955, y los ingresos medios por familia eran $44.226. Los hombres tenían unos ingresos medios de $34.609 frente a los $27.375 para las mujeres. La renta per cápita para la localidad era de $16.636. Alrededor del 6,8% de la población estaban por debajo del umbral de pobreza.